# Apremont (Oise)
Pour les articles homonymes, voir Apremont.
Apremont est une commune française située dans le département de l'Oise en région Hauts-de-France.

## Géographie

### Description

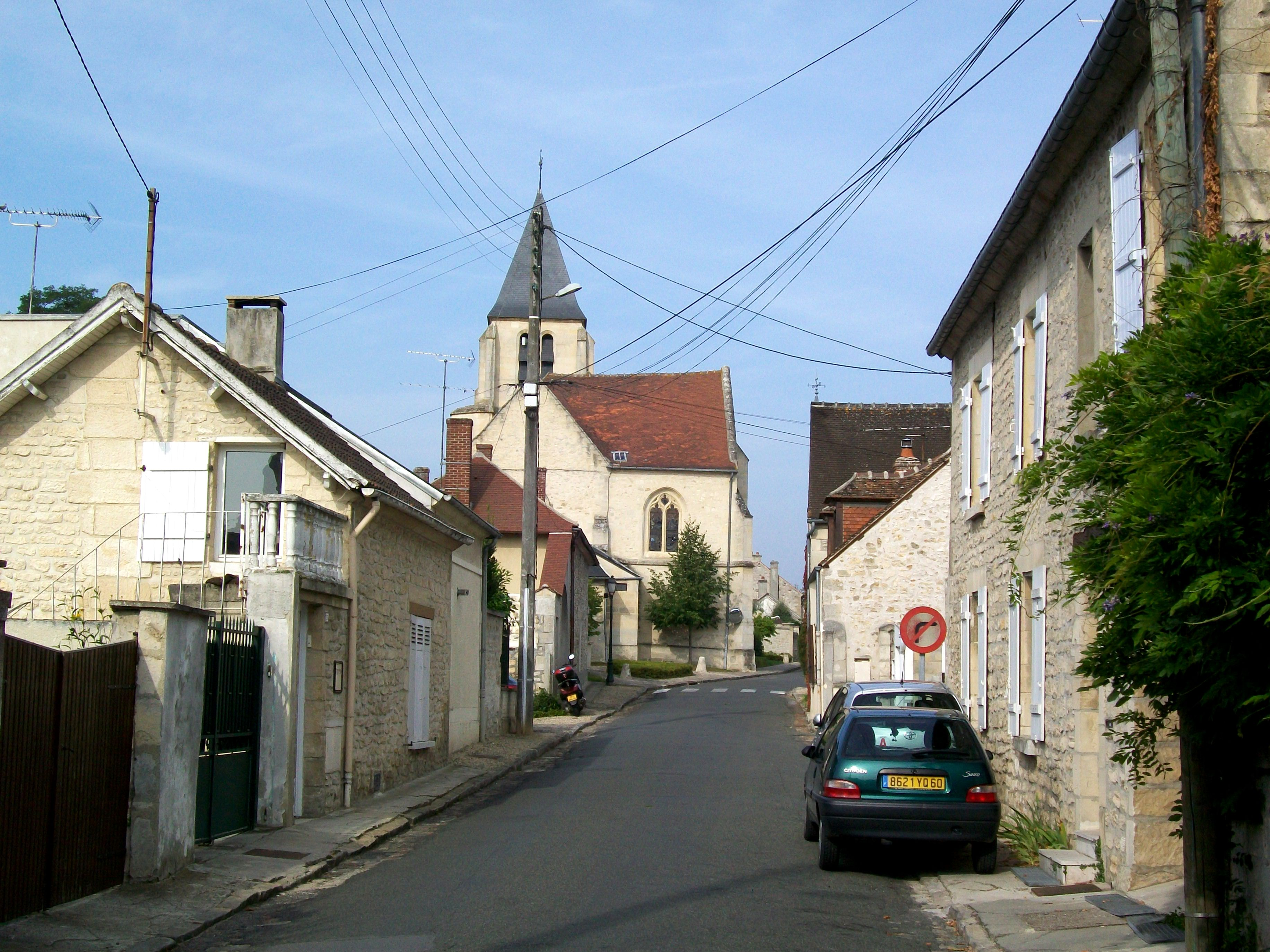
Ambiance du village : la rue du 11 novembre et l'église.

L'allée d'Avilly.

Apremont  est située dans le sud du département de l'Oise, à une distance orthodromique de 43 km au nord-nord-est de Paris, à la limite entre les forêts de Chantilly, d'Halatte et de la Haute Pommeraie, dans le triangle entre Senlis, Creil et Chantilly.
Village-clairière, le territoire de la commune est couvert sur 341 ha par le bois de la Basse Pommeraie et le bois du Lieutenant, ce qui représente un quart du territoire communal. Ces deux forêts sont la propriété de l'Institut de France et rattachées à son domaine de Chantilly, mais appartiennent géographiquement à la forêt d'Halatte. La forêt privée de la Haute Pommeraie représente un autre quart du territoire.
Une partie de l'aérodrome de Creil est par ailleurs situé sur le territoire d'Apremont. Les terres non boisées autour du village sont occupées par le Polo Club et le golf d'Apremont.
Le village lui-même s'étale sur le flanc sud du massif de la forêt d'Halatte, à une altitude autour de 80 m, soit une différence d'une trentaine de mètres par rapport à Vineuil-Saint-Firmin, à 2 km plus au sud. Le point culminant de la commune se situe sur la butte-témoin au milieu de la forêt de la Haute Pommeraie, à 126 m, et le point le plus bas à la limite avec Courteuil, à 54 m.
Le paysage est marqué par les allées et perspectives géométriques aménagés par André Le Nôtre dans le cadre du parc du château de Chantilly. Les cours d'eau sont complètement absents à Apremont.

### Communes limitrophes
Apremont possède six communes limitrophes.
|               | Creil                | Verneuil-en-Halatte |
| Saint-Maximin | Apremont             | Aumont-en-Halatte   |
|               | Vineuil-Saint-Firmin | Courteuil           |

### Transports et déplacements
La RD 1330 Senlis - Creil constitue le principal axe routier, mettant la commune à 9,7 km de l'autoroute A1 par la déviation Nord de Senlis, et à 6,5 km de Creil.
La RD 1330 ne traverse pas le village, mais passe à 2 km au nord-est. La liaison est établie par la RD 606 (pour la direction de Creil) et la RD 606e (pour les directions d'Aumont et Senlis).
En direction du sud, la RD 606 relie Apremont à Vineuil-Saint-Firmin et la RD 924 Senlis - Chantilly. En direction de l'ouest, une étroite voie communale passant par la forêt relie Apremont à Saint-Maximin et à la RD 1016, l'ancienne nationale 16.
Sur le plan des transports en commun, Apremont est desservie, en 2023, par la ligne 637 Senlis - Creil du réseau interurbain de l'Oise. Cette ligne est desservie par sept aller-retours du lundi au vendredi (pendant les vacances scolaires, seulement quatre services en direction de Creil), ainsi que par quelques rares services le samedi. La gare la plus proche est celle de Chantilly, avec une desserte fréquente par le TER Hauts-de-France pour Gare de Paris-Nord, Amiens et Compiègne. La commune est également desservie par le transport à la demande gratuit Flexobus.

### Environnement
Le patrimoine naturel et paysager d'Apremont est protégé par deux ZNIEFF. La première, de type 1, est le « Massif forestier d'Halatte » n° national 220005064. Du fait que la continuité entre les massifs d'Halatte et de Chantilly, important pour l'échange de grands animaux, soit interrompue par l'espace clôturé du parc du château de Chantilly, une seconde ZNIEFF, de type 2, a été instaurée. Appelée « Sites d'échanges interforestiers Halatte / Chantilly », n° national 220014330, elle porte sur les zones non boisés entre Apremont et la lisière de la forêt de Chantilly.
La partie sud de la commune d'Apremont, au sud de la voie communale de Saint-Maximin et de la RD 606e, entre dans le site naturel classé « Domaine de Chantilly », créé par arrêté du 28 décembre 1960 sur la base de la loi du 2 mai 1930 relative à la protection des monuments naturels et des sites de caractère artistique, historique, scientifique, légendaire ou pittoresque. D'autre part, le secteur au-delà de la RD 1330 entre dans le site classé « Forêt d'Halatte et ses glacis agricoles » créé par décret du 5 août 1993, à l'exception de l'aérodrome. Quant à la forêt de la Haute-Pommeraie, elle a été classée en même temps avec la forêt d'Ermenonville, par arrêté du 28 août 1998. Ainsi, l'ensemble des forêts sur la commune sont des sites classés.
S'y superpose le site naturel inscrit de la vallée de la Nonette, créé antérieurement par arrêté du 6 février 1970. Ce site inscrit a préfiguré le Parc naturel régional Oise-Pays de France pour sa partie située dans l'Oise, créé par décret du 13 janvier 2004 et incorporant l'ensemble de la commune d'Apremont.

### Hydrographie
La commune est située dans le bassin Seine-Normandie. Elle n'est drainée par aucun cours d'eau,.

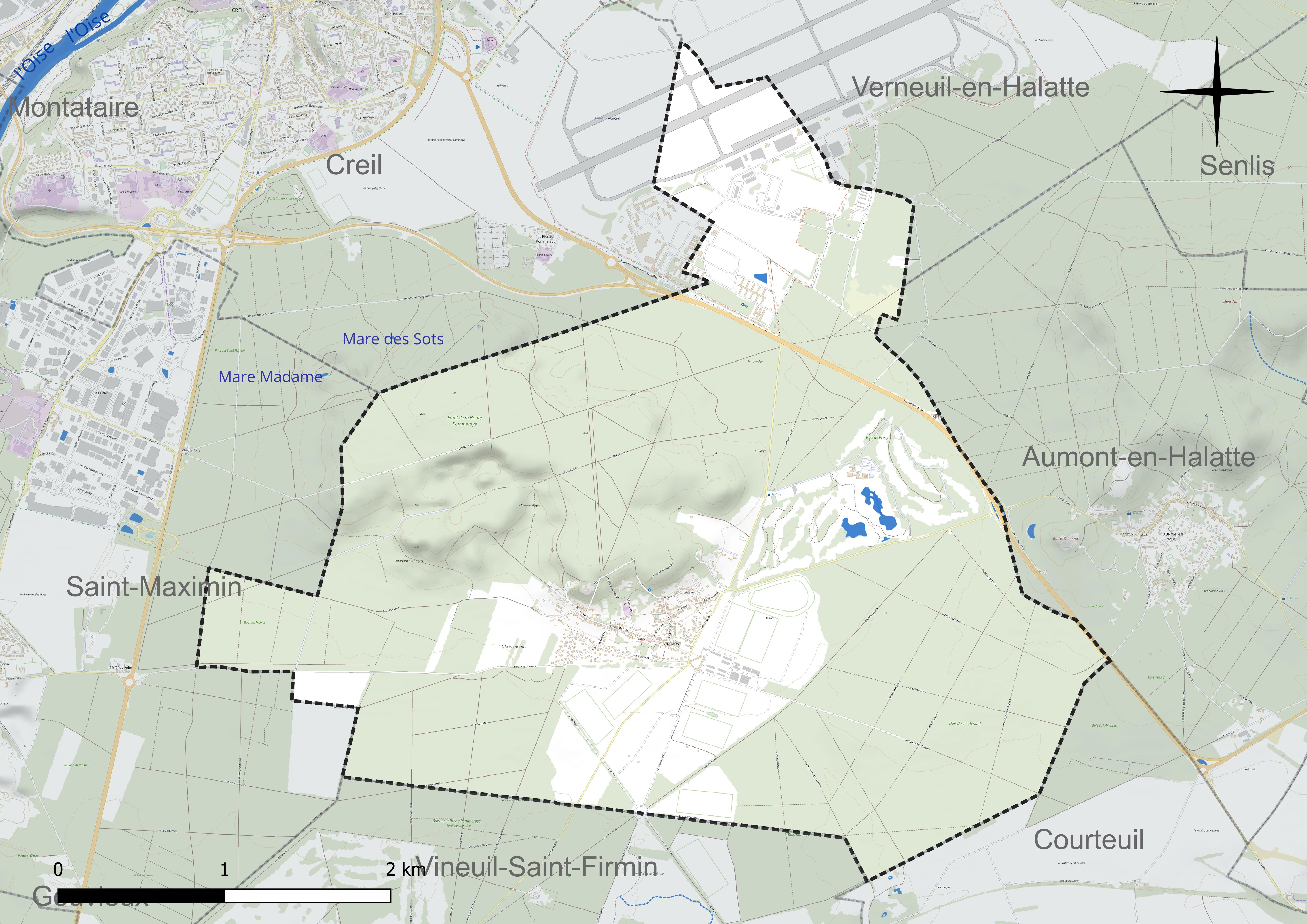
Réseau hydrographique d'Apremont.

### Climat
Pour des articles plus généraux, voir Climat des Hauts-de-France et Climat de l'Oise.
En 2010, le climat de la commune est de type climat océanique dégradé des plaines du Centre et du Nord, selon une étude du CNRS s'appuyant sur une série de données couvrant la période 1971-2000. En 2020, Météo-France publie une typologie des climats de la France métropolitaine dans laquelle la commune est dans une zone de transition entre le climat océanique et le climat océanique altéré et est dans la région climatique Nord-est du bassin Parisien, caractérisée par un ensoleillement médiocre, une pluviométrie moyenne régulièrement répartie au cours de l'année et un hiver froid (3 °C).
Pour la période 1971-2000, la température annuelle moyenne est de 10,8 °C, avec une amplitude thermique annuelle de 14,8 °C. Le cumul annuel moyen de précipitations est de 687 mm, avec 11 jours de précipitations en janvier et 8,1 jours en juillet. Pour la période 1991-2020, la température moyenne annuelle observée sur la station météorologique la plus proche, située sur la commune de Creil à 4 km à vol d'oiseau, est de 11,2 °C et le cumul annuel moyen de précipitations est de 662,2 mm,. Pour l'avenir, les paramètres climatiques de la commune estimés pour 2050 selon différents scénarios d'émission de gaz à effet de serre sont consultables sur un site dédié publié par Météo-France en novembre 2022.
| Mois                                  | jan.             | fév.             | mars             | avril         | mai                                       | juin           | jui.                                      | août           | sep.            | oct.          | nov.             | déc.             | année                                     |
| ------------------------------------- | ---------------- | ---------------- | ---------------- | ------------- | ----------------------------------------- | -------------- | ----------------------------------------- | -------------- | --------------- | ------------- | ---------------- | ---------------- | ----------------------------------------- |
| Température minimale moyenne (°C)     | 1,4              | 1,2              | 3,1              | 4,9           | 8,4                                       | 11,4           | 13,4                                      | 13,2           | 10,3            | 7,8           | 4,3              | 1,9              | 6,8                                       |
| Température moyenne (°C)              | 4,1              | 4,6              | 7,5              | 10,3          | 13,7                                      | 16,9           | 19,2                                      | 19             | 15,6            | 11,9          | 7,4              | 4,5              | 11,2                                      |
| Température maximale moyenne (°C)     | 6,8              | 8                | 12               | 15,6          | 19                                        | 22,4           | 24,9                                      | 24,8           | 20,9            | 15,9          | 10,5             | 7,2              | 15,7                                      |
| Record de froid (°C) date du record   | −21,6 17.01.1985 | −18,5 14.02.1956 | −11,4 08.03.1971 | −5,3 06.04.21 | −2,6 03.05.1981                           | 0,7 01.06.1975 | 3,5 01.07.1960                            | 3,2 01.08.1965 | −0,6 17.09.1971 | −5 28.10.03   | −11,3 24.11.1998 | −16,7 31.12.1970 | −21,6 1985                                |
| Record de chaleur (°C) date du record | 15,9 27.01.03    | 21,4 28.02.1960  | 25,4 31.03.21    | 28 20.04.18   | 31,7 07.05.1976                           | 36,4 27.06.11  | 41,6 25.07.19                             | 39,3 09.08.20  | 35,3 15.09.20   | 28,3 01.10.11 | 20,7 08.11.15    | 16,9 07.12.00    | 41,6 2019                                 |
| Ensoleillement (h)                    | 492              | 867              | 1 417            | 2 008         | erreur soleil-mai n'est pas un nombre (-) | 2 169          | erreur soleil-jul n'est pas un nombre (-) | 217            | 1 806           | 1 184         | 674              | 614              | erreur soleil-ann n'est pas un nombre (-) |
| Précipitations (mm)                   | 56,2             | 47,1             | 48,2             | 45,2          | 60                                        | 56             | 56                                        | 57,6           | 45              | 61,1          | 59,2             | 70,6             | 662,2                                     |

## Urbanisme

### Typologie
Au 1er janvier 2024, Apremont est catégorisée commune rurale à habitat dispersé, selon la nouvelle grille communale de densité à sept niveaux définie par l'Insee en 2022.
Elle est située hors unité urbaine. Par ailleurs la commune fait partie de l'aire d'attraction de Paris, dont elle est une commune de la couronne,.

### Occupation des sols
L'occupation des sols de la commune, telle qu'elle ressort de la base de données européenne d'occupation biophysique des sols Corine Land Cover (CLC), est marquée par l'importance des forêts et milieux semi-naturels (70,1 % en 2018), en augmentation par rapport à 1990 (68,3 %). La répartition détaillée en 2018 est la suivante : 
forêts (66,4 %), prairies (9 %), zones industrielles ou commerciales et réseaux de communication (8 %), espaces verts artificialisés, non agricoles (6,7 %), milieux à végétation arbustive et/ou herbacée (3,7 %), zones urbanisées (3,3 %), terres arables (2,9 %). L'évolution de l'occupation des sols de la commune et de ses infrastructures peut être observée sur les différentes représentations cartographiques du territoire : la carte de Cassini (XVIIIe siècle), la carte d'état-major (1820-1866) et les cartes ou photos aériennes de l'IGN pour la période actuelle (1950 à aujourd'hui).

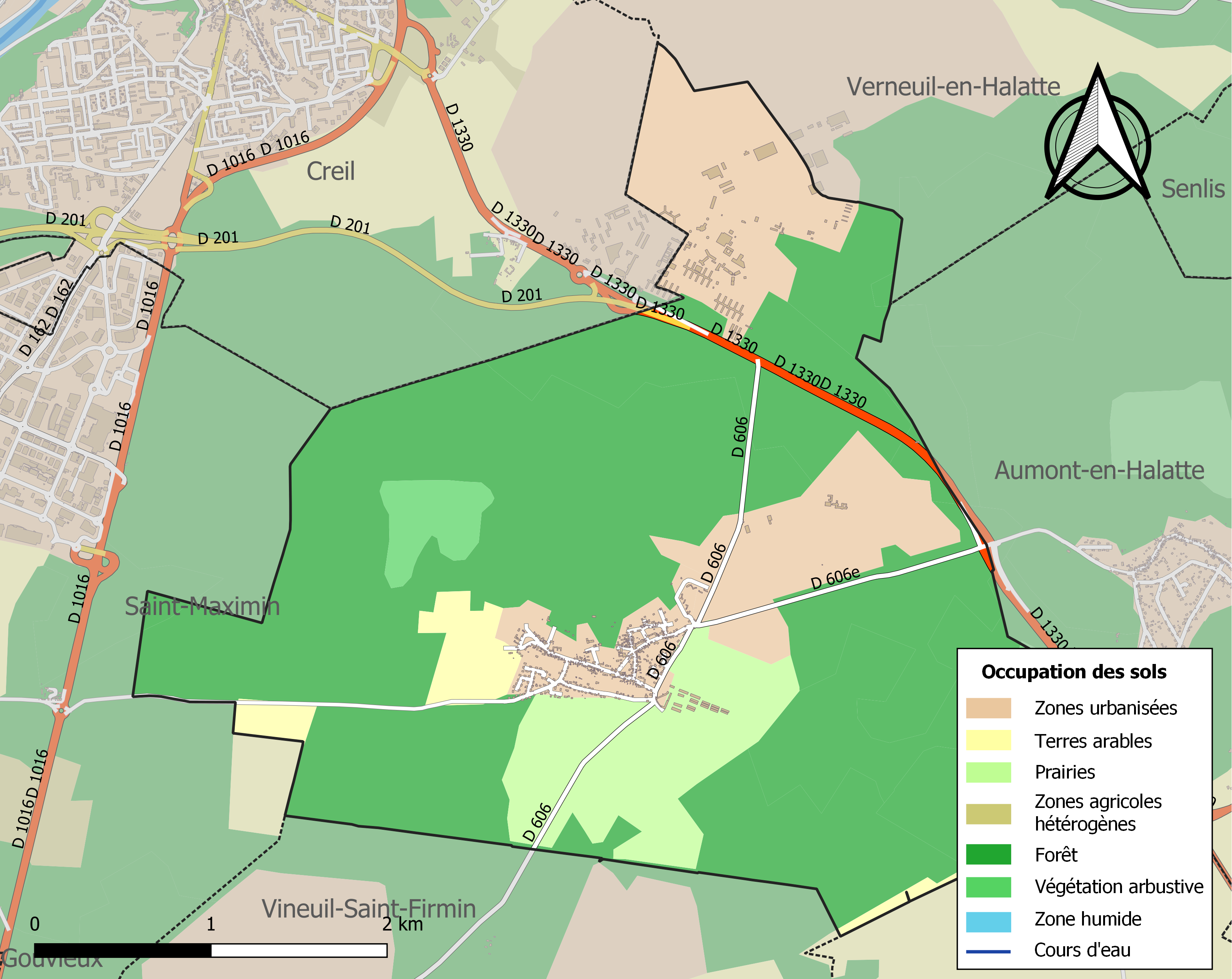
Carte des infrastructures et de l'occupation des sols de la commune en 2018 (CLC).

### Habitat et logement
En 2018, le nombre total de logements dans la commune était de 354, alors qu'il était de 353 en 2013 et de 338 en 2008.
Parmi ces logements, 85,1 % étaient des résidences principales, 10,1 % des résidences secondaires et 4,8 % des logements vacants. Ces logements étaient pour 95,4 % d'entre eux des maisons individuelles et pour 4,3 % des appartements.
Le tableau ci-dessous présente la typologie des logements à Apremont en 2018 en comparaison avec celle de l'Oise et de la France entière. Une caractéristique marquante du parc de logements est ainsi une proportion de résidences secondaires et logements occasionnels (10,1 %) supérieure à celle du département (2,5 %) et à celle de la France entière (9,7 %). Concernant le statut d'occupation de ces logements, 89 % des habitants de la commune sont propriétaires de leur logement (89,5 % en 2013), contre 61,4 % pour l'Oise et 57,5 pour la France entière.
| Typologie                                               | Apremont | Oise | France entière |
| ------------------------------------------------------- | -------- | ---- | -------------- |
| Résidences principales (en %)                           | 85,1     | 90,4 | 82,1           |
| Résidences secondaires et logements occasionnels (en %) | 10,1     | 2,5  | 9,7            |
| Logements vacants (en %)                                | 4,8      | 7,1  | 8,2            |

## Toponymie
Le nom de la localité est attesté sous les formes Petrum de aspero monte en 1243 ; Gouvion de aspero monte en 1257 ; Pierres sires d'aspremont en 1285 ; de monte aspero au XIIIe siècle ; de aspero monte en 1250 ; aspremont lez senliz vers 1380 ; aspre mont en 1422 ; Aspremont vers 1470 ; Aspermont au XVe siècle ; Apremont en 1840.
Un travail ancien de Michel Roblin indique que les Apremont font partie des noms de grands domaines gallo-romains dont le radical est formé par un mot commun exprimant une idée de relief. Deux hypothèses sont possibles : à l'origine ce nom n'aurait pas caractérisé un lieu habité, mais seulement un quartier du domaine. S'il désigne aujourd'hui un lieu habité, cet habitat n'est pas originel. Dans l'autre cas, ce nom a désigné originellement un fundus.

## Histoire
Une industrie de boutons a été introduite en 1675.

## Politique et administration

### Rattachements administratifs et électoraux

#### Rattachements administratifs
La commune se trouve depuis 1926 dans l'arrondissement de Senlis du département de l'Oise.
Elle faisait partie de 1802 à 1973 du  canton de Creil, année où elle est rattachée au canton de Chantilly. Dans le cadre du redécoupage cantonal de 2014 en France, cette circonscription administrative territoriale a disparu, et le canton n'est plus qu'une circonscription électorale.

#### Rattachements électoraux
Pour les élections départementales, la commune fait partie depuis 2014 d'un nouveau canton de Chantilly
Pour l'élection des députés, elle fait partie de la quatrième circonscription de l'Oise.

### Intercommunalité
Apremont est membre de la communauté de communes de l'Aire Cantilienne, un établissement public de coopération intercommunale (EPCI) à fiscalité propre créé en 1994 et auquel la commune avait transféré un certain nombre de ses compétences, dans les conditions déterminées par le code général des collectivités territoriales.

### Liste des maires
| Période                                  | Période                    | Identité        | Étiquette | Qualité                                 |
| ---------------------------------------- | -------------------------- | --------------- | --------- | --------------------------------------- |
| Les données manquantes sont à compléter. |                            |                 |           |                                         |
| avant 1995                               |                            | Jean Radola     |           |                                         |
| Les données manquantes sont à compléter. |                            |                 |           |                                         |
| mars 2001                                | 2014                       | Gérard Manoussi | DVD       |                                         |
| 2014                                     | En cours (au 12 août 2021) | Michel Dagniaux |           | Retraité Réélu pour le mandat 2020-2026 |

## Population et société

### Démographie

#### Évolution démographique
L'évolution du nombre d'habitants est connue à travers les recensements de la population effectués dans la commune depuis 1793. Pour les communes de moins de 10 000 habitants, une enquête de recensement portant sur toute la population est réalisée tous les cinq ans, les populations de référence des années intermédiaires étant quant à elles estimées par interpolation ou extrapolation. Pour la commune, le premier recensement exhaustif entrant dans le cadre du nouveau dispositif a été réalisé en 2006.

En 2022, la commune comptait 638 habitants, en évolution de −5,2 % par rapport à 2016 (Oise : +0,87 %, France hors Mayotte : +2,11 %).
| 1793 | 1800 | 1806 | 1821 | 1831 | 1836 | 1841 | 1846 | 1851 |
| ---- | ---- | ---- | ---- | ---- | ---- | ---- | ---- | ---- |
| 445  | 487  | 535  | 537  | 603  | 579  | 602  | 626  | 697  |

| 1856 | 1861 | 1866 | 1872 | 1876 | 1881 | 1886 | 1891 | 1896 |
| ---- | ---- | ---- | ---- | ---- | ---- | ---- | ---- | ---- |
| 673  | 665  | 701  | 648  | 656  | 676  | 669  | 627  | 632  |

| 1901 | 1906 | 1911 | 1921 | 1926 | 1931 | 1936 | 1946 | 1954 |
| ---- | ---- | ---- | ---- | ---- | ---- | ---- | ---- | ---- |
| 570  | 578  | 603  | 602  | 574  | 573  | 549  | 554  | 595  |

| 1962 | 1968 | 1975 | 1982 | 1990 | 1999 | 2006 | 2011 | 2016 |
| ---- | ---- | ---- | ---- | ---- | ---- | ---- | ---- | ---- |
| 603  | 662  | 785  | 861  | 862  | 813  | 742  | 705  | 673  |

| 2021 | 2022 | - | - | - | - | - | - | - |
| ---- | ---- | - | - | - | - | - | - | - |
| 640  | 638  | - | - | - | - | - | - | - |

#### Pyramide des âges
La population de la commune est relativement âgée.
En 2018, le taux de personnes d'un âge inférieur à 30 ans s'élève à 25,8 %, soit en dessous de la moyenne départementale (37,3 %). À l'inverse, le taux de personnes d'âge supérieur à 60 ans est de 38,4 % la même année, alors qu'il est de 22,8 % au niveau départemental.
En 2018, la commune comptait 319 hommes pour 335 femmes, soit un taux de 51,22 % de femmes, légèrement supérieur au taux départemental (51,11 %).
Les pyramides des âges de la commune et du département s'établissent comme suit.
| Hommes | Classe d’âge | Femmes |
| ------ | ------------ | ------ |
| 0,3    | 90 ou +      | 1,2    |
| 9,8    | 75-89 ans    | 12,2   |
| 24,5   | 60-74 ans    | 28,5   |
| 21,9   | 45-59 ans    | 21,2   |
| 14,1   | 30-44 ans    | 14,5   |
| 14,0   | 15-29 ans    | 10,0   |
| 15,4   | 0-14 ans     | 12,3   |

| Hommes | Classe d’âge | Femmes |
| ------ | ------------ | ------ |
| 0,5    | 90 ou +      | 1,4    |
| 5,5    | 75-89 ans    | 7,6    |
| 15,6   | 60-74 ans    | 16,3   |
| 20,8   | 45-59 ans    | 20     |
| 19,4   | 30-44 ans    | 19,4   |
| 17,6   | 15-29 ans    | 16,2   |
| 20,6   | 0-14 ans     | 19,1   |

### Sports
Depuis 1999, Apremont accueille le Polo-Club Richard Mille de Chantilly sur la ferme d'Apremont et a été le théâtre des championnats du monde de cette discipline en septembre 2004, ainsi que de l'Open de France Paprec 2018.
Apremont dispose d'un golf 18 trous (par 72) depuis 1992. Exploité par un groupe financier japonais, il fait partie depuis 2004 du groupe Club Albatros fondé par Patrick Wallaert (fondateur du Paris Country Club à Rueil-Malmaison). Les clubs frères de l'Apremont Golf & Country Club sont Béthemont-la-Forêt (Val-d'Oise), Rochefort-en-Yvelines (Yvelines) et Cély (Seine-et-Marne). Un Grand Prix fédéral (ligue de Picardie) y est régulièrement organisé le dernier week-end de juillet.[réf. nécessaire]

### Manifestations culturelles et festivités
Depuis 2015, sur les terrains du Polo Club de Chantilly, se déroule le Rallye d'Aumale, un rallye automobile touristique et de navigation de véhicules historiques ou de prestige, qui soutient l'Institut Curie pour la recherche contre les cancers infantiles.

## Culture locale et patrimoine

### Lieux et monuments

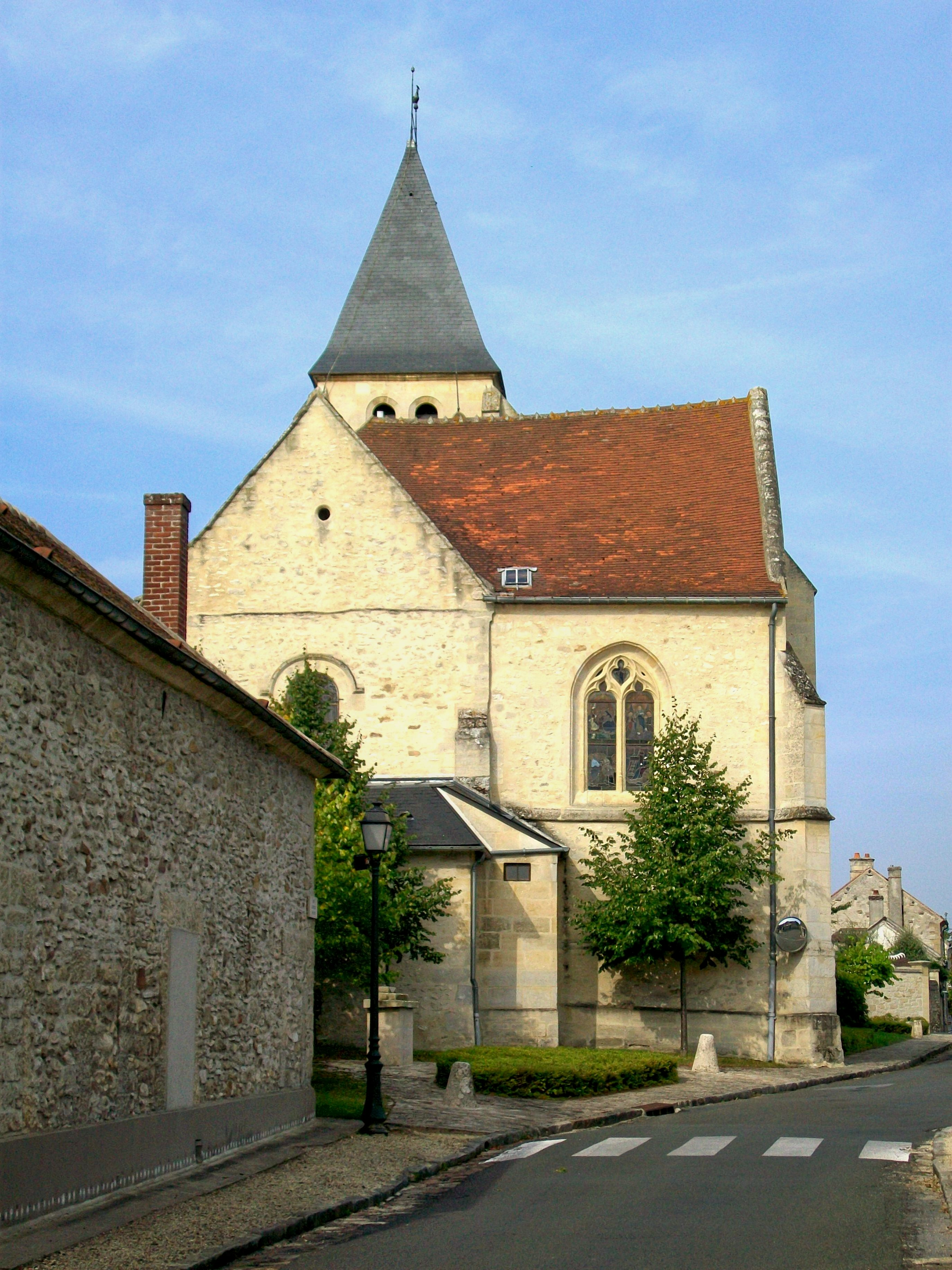
Rue Aristide-Briand et église Saint-Martin.

Apremont compte un Monument historique, qui est situé à cheval sur la commune voisine de Vineuil-Saint-Firmin :
- Le carrefour de la table d'Apremont, entre forêts et pâturages, à la limite avec la commune de Vineuil-Saint-Firmin (inscrit Monument historique en  1988[30]) : 
C'est un deuxième carrefour des environs de Chantilly à présenter une table en pierre, avec le carrefour de la table de Montgrésin à Orry-la-Ville. Il s'agit d'une table de vénerie, permettant aux cavaliers de descendre de cheval sans aide. Cette table se situe au milieu d'un carrefour autour duquel rayonnent huit routes, entre le bois de la Basse Pommeraie et le bois du Lieutenant, et fait partie des aménagements paysagers dus à André Le Nôtre. Les perspectives de vue s'ouvrent sur le village d'Apremont au nord, et sur le terrain de golf de Saint-Firmin au sud[31].

On peut également signaler :
- La Porte d'Apremont, à l'extrémité sud-est du village : 
Bâtiment de ferme très sobre, d'orientation approximativement est-ouest, pourvu au centre d'un portail monumental à fronton, de style néoclassique, et regardant vers le sud. 
La vocation de cet aménagement d'autour de 1800 est d'accrocher le regard dans le cadre de la grande perspective s'ouvrant sur Apremont depuis Saint-Firmin. La porte représente le point final de l'allée de Saint-Firmin (voie communale n° 2) et est effectivement visible dès que l'on s'engage sur ce chemin[31]. Elle s'inscrit dans la ferme du Parc ou ferme d'Apremont appartenant au domaine de Chantilly de l'Institut de France, qui est louée au Polo Club.
- Le pavillon de chasse, allée du parc : maison à un étage, de trois travées, avec un corps central légèrement saillant surmonté d'un fronton. Ce pavillon proche de la porte d'Apremont présente le même style néoclassique et appartient également au domaine de Chantilly[31].
- L'église Saint-Martin, rue Louis-Wallon : 
Elle se compose de parties issues d'époques différentes et représente le résultat de reconstructions partielles successives. Du côté de la façade occidentale, la tour-porche de la fin du XVIe siècle ou du début du XVIIe siècle est d'un style Renaissance tardif qui annonce déjà le Classicisme à venir. Le décor du portail est d'une belle facture, avec deux pilastres ioniques de chaque côté et un fronton triangulaire. Suit une nef avec un bas-côté au nord, les deux sans caractère et bâtis en 1769. 
Les deux vaisseaux communiquent entre eux par trois arcades en plein cintre, et sont éclairés par trois baies plein cintre au sud, mais d'une seule baie au nord.
 La chapelle latérale nord du chœur comporte deux travées et se termine par un chevet plat. Curieusement, les deux travées se partagent un pignon unique au nord, et le toit est donc perpendiculaire à l'axe de la nef. Les contreforts d'angle biais et les trois fenêtres aux réseaux flamboyants indiquent une période de construction au milieu du XVIe siècle. Le vaisseau principal du chœur représente la partie la plus ancienne de l'église et remonte à la seconde moitié du XIIe siècle. De style gothique primitif, il comporte également deux travées et se termine également par un chevet plat, dominé par un pignon. Les deux fenêtres du chœur sont encore en plein cintre, et celle du chevet est décorée par un bandeau en forme de sourcil. Une corniche de corbeaux subsiste au sud. L'intérieur de l'église a malheureusement perdu presque authenticité lors d'une restauration très radicale au XIXe siècle, avec grattage systématique de toutes les surfaces et application d'un enduit uniforme. Toutes les voûtes ont été supprimées, sauf celle de la base du clocher. Ainsi, seul l'extérieur revèle encore l'histoire de l'édifice et est bien mis en valeur[32],[31],[33].

- Notre-Dame de la Côte, en haut de la route du Connétable, à la lisière de la forêt de la Haute Pommeraie : Petit oratoire qui consiste d'une statue abrité dans une structure métallique du XIXe siècle, coiffé d'un toit en dôme à pans porté par quatre colonnes en fonte[34]. Le nom provient de sa position en haut de la côte, assez raide, que monte la rue du Connétable. De nombreux ex-voto ont été posés autour de la statue de la Vierge.

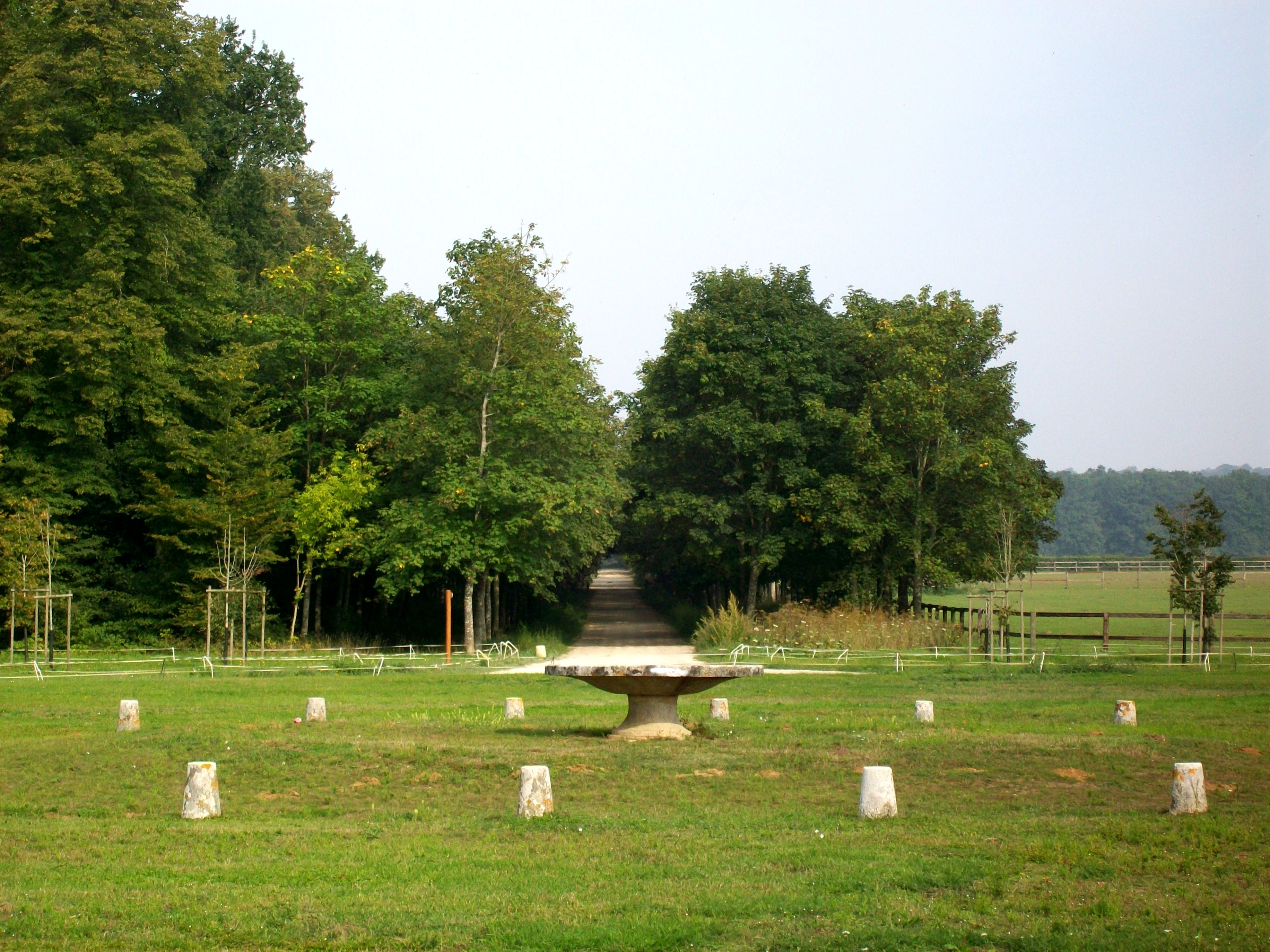
Le carrefour de la table d'Apremont.
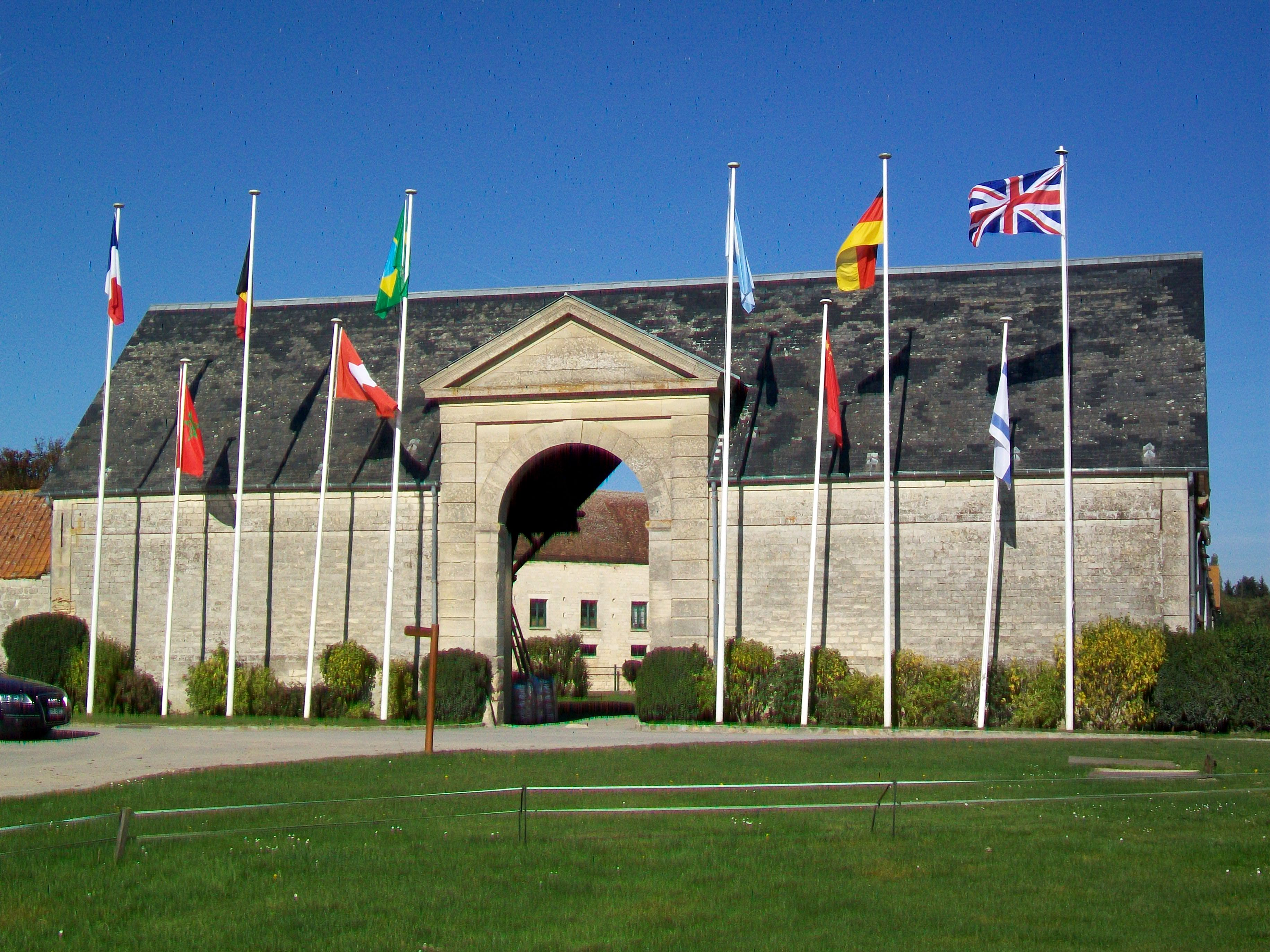
La Porte d'Apremont.
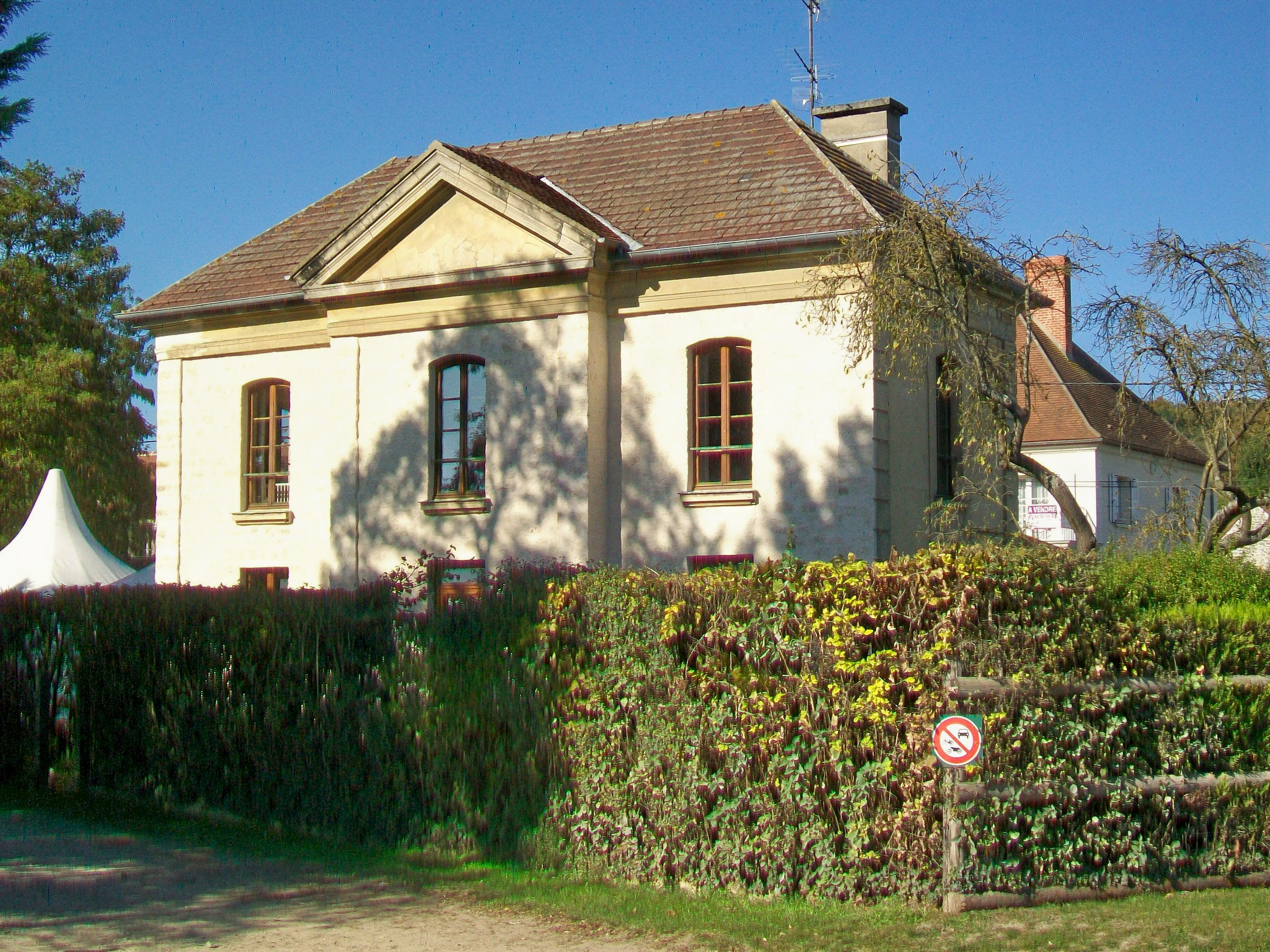
Pavillon de chasse.
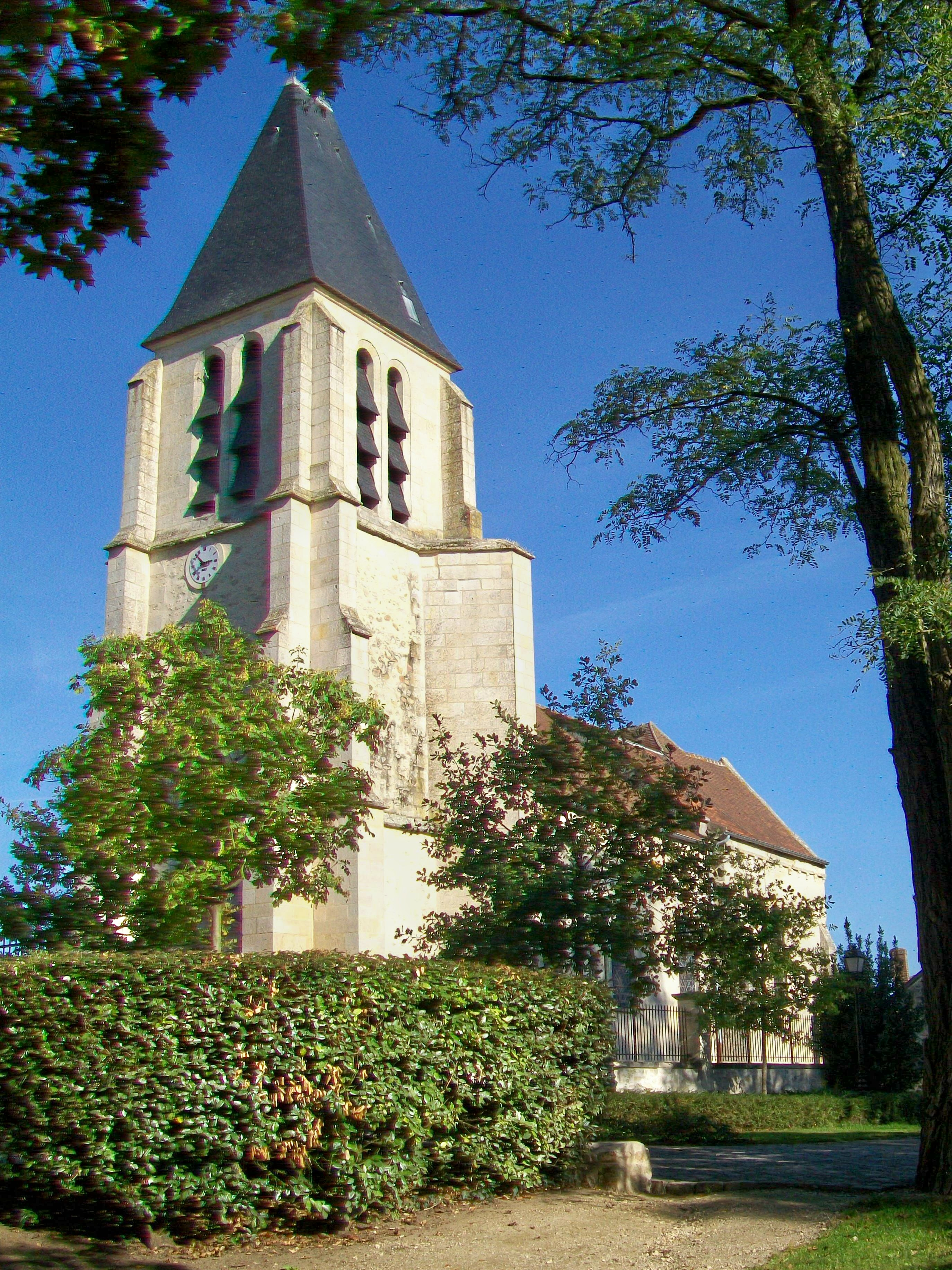
L'église Saint-Martin.
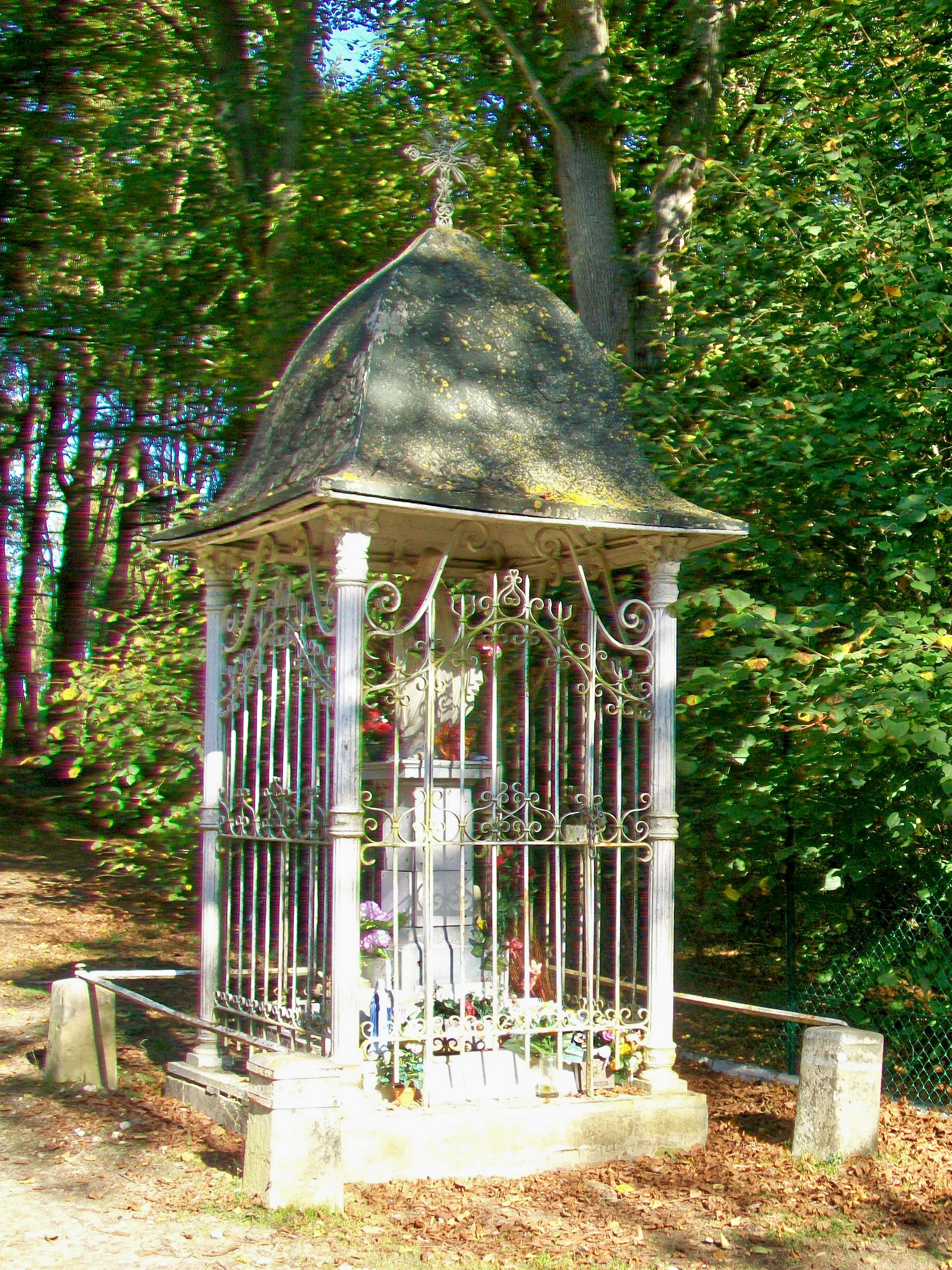
Notre-Dame de la Côte.

### Personnalités liées à la commune

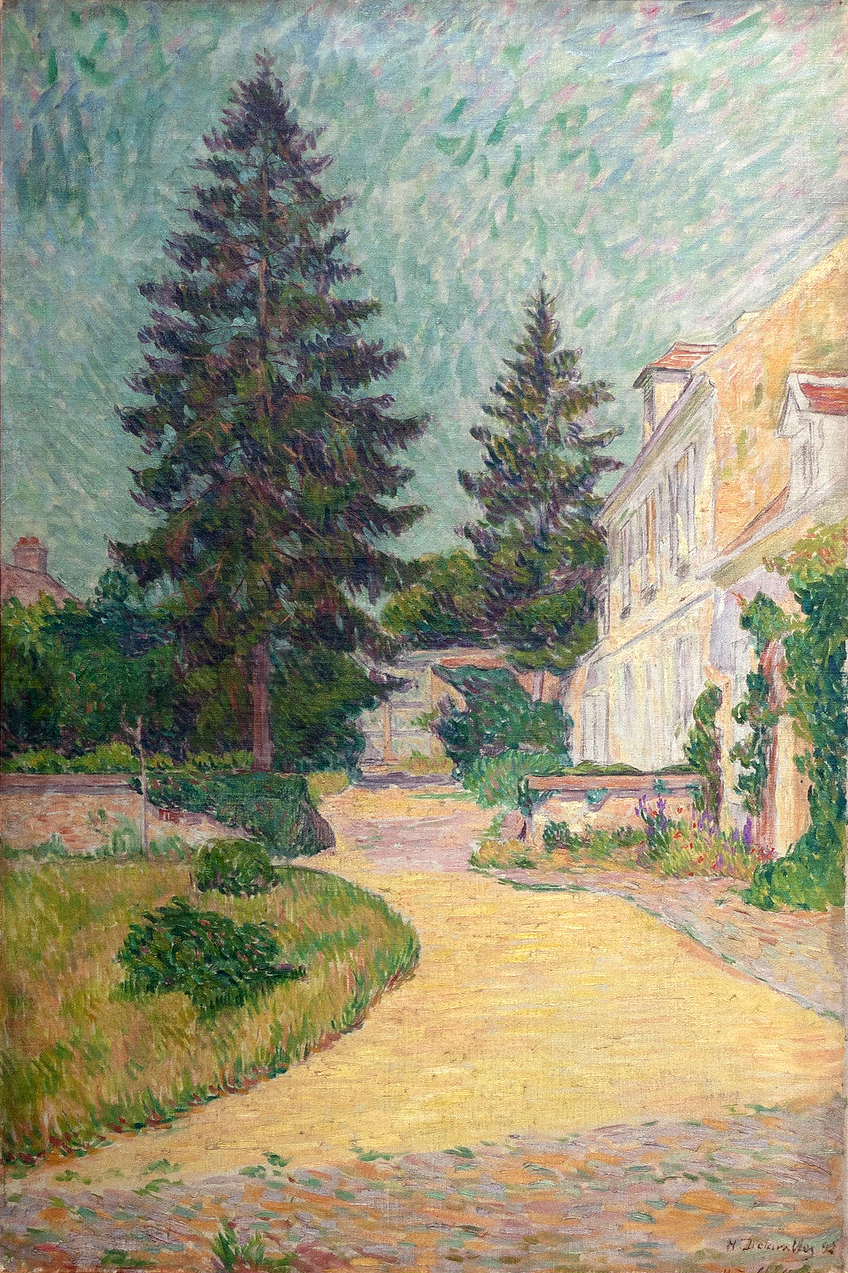
Henri Delavallée : La maison familiame d'Apremont
1892, Collection du Musée des Beaux-Arts de Brest.

- Le peintre Henri Delavallée (1862-1943) a vécu à Apremont, où il avait sa maison familiale, qu'il a peint[35] ;
- Bernard Viot (1937-2022), coureur cycliste français.

### Héraldique
| Blason de Apremont | Blason  | De gueules au pal d'argent.                      |
| Blason de Apremont | Détails | Le statut officiel du blason reste à déterminer. |